# صالح خلوصي باشا
صالح خلوصي باشا (بالتركية: Salih Hulusi Kezrak)‏ كان الصدر الأعظم للدولة العثمانية في الفترة ما بين 8 مارس 1920 حتى 5 أبريل 1920.  تُوفي في 1939 بمدينة إسطنبول. 